# Llac de Chiusi
El llac de Chiusi (en italià escrit: lago di Chiusi i pronunciat Kiuzi) és un llac de la Toscana, situat a pocs quilòmetres al nord-est del municipi que li dona el nom, Chiusi, i a pocs quilòmetres al sud-est del llac de Montepulciano.

## Descripció
El llac de Chiusi està format per les aigües procedents de dos rius: el Tresa i el Montelungo. Les aigües d'aquest llac vessen cap al nord, en el llac de Montepulciano, el qual alimenta el canal mestre de la Chiana, un canal artificial creat al segle xviii i que passa pel mig de la vall de la Chiana. De vegades l'aigua flueix cap al sud, travessant el canal de la Chianicella, que forma part del sistema Chiani-Paglia-Tíber. La riba septentrional i l'oriental d'aquest llac marquen el límit entre la regió de la Toscana i l'Úmbria; a 10 km al nord-est del llac de Chiusi, en territori umbre, està el llac Trasimè.
Les seves aigües són acceptables des del punt de vista de la potabilitat i són la base per al consum humà dels habitants de Chiusi. En aquesta localitat hi ha una llegenda que diu que antigament una deessa dels cels baixava les nits de lluna plena a contemplar-se en la superfície del llac, com si es tractés d'un espill.

## Fauna
Al voltant del llac habiten nombroses espècies de la família dels ardèids, per exemple: el martinet blanc, l'agró roig detectat des del 1999, o el capó reial més rar de trobar. La zona és també un punt de descans per les aus migratòries, com l'àguila peixatera o el cavaller italià. Altres espècies que hi fan niu són el cabussó emplomallat, el teixidor i la mallerenga de bigotis.
Les seves aigües estan, però, envaïdes per nombroses espècies al·lòctones de crustacis, com el cranc de riu americà i l'Orconectes limosus també de procedència americana.

## Àrea protegida
El llac de Chiusi està qualificat d'àrea natural protegida d'interès local (ANPIL), que comprèn una extensió de 805 hectàrees, gestionades pel municipi de Chiusi. Aquesta àrea fou instituïda com a tal amb el decret: DGC 108 29/04/1999 - DCC 10 15/03/04. El llac de Chiusi és també un lloc d'importància comunitària i una zona de protecció especial (codi SIC-ZPS: IT5190009) per ser una de les majors àrees de nidificació d'ardèids del centre d'Itàlia. A la part meridional del llac hi ha un oasi de 8 hectàrees, qualificat amb aquest nom pel Fons Mundial per la Natura (WWF).